# Nymphidium hesperinum
Nymphidium hesperinum is een vlindersoort uit de familie van de prachtvlinders (Riodinidae), onderfamilie Riodininae.
Nymphidium hesperinum werd in 1911 beschreven door Stichel.